# Édouard-Jean Gilbert
Édouard-Jean Gilbert (1888 - 1954) foi um micologista francês.
Ele escreveu uma tese sobre o gênero de cogumelos Amanita, em 1919, e, posteriormente, uma monografia sobre eles em 1941.